# Круговая кинопанорама
Кругова́я кинопанора́ма — разработанная в СССР кругорамная кинематографическая система, использующая 11 (в ранней версии 22) 35-мм киноплёнок для создания изображения с горизонтальным углом обзора 360°. В зрительном зале нет сидячих мест и зрители смотрят фильм стоя. Фильмы проецируются на двухъярусный (нижний — цилиндрический, верхний — конический) экран.

## Технология
Советская «Круговая кинопанорама» была разработана под руководством профессора Е. М. Голдовского по личному указанию Н. С. Хрущёва.
Первоначально в ней использовались 22 киносъёмочных аппарата «Конвас-автомат», собранных на общей платформе. Аппараты устанавливались на общем основании с таким расчётом, чтобы горизонтальные углы между их оптическими осями составляли 32°43'. Они снимали два ряда из 11 изображений обычного формата в каждом, которые потом демонстрировались таким же количеством работающих синхронно кинопроекторов «ПКП-1» на 22 экрана, расположенных друг над другом в два яруса по 11 экранов. Стыки между изображениями были прикрыты чёрными полосками.
Такая система, в отличие от западных аналогов, дававших 1 ряд изображений, позволяла обеспечить больший обзор по вертикали и увеличивала эффект присутствия. Однако технологическая сложность изготовления таких фильмов была слишком велика, и в 1965 году была разработана новая схема, предусматривающая съёмку фильма одним рядом из 11 кинокамер с использованием вертикального анаморфирования изображения с коэффициентом 0,5. За счет этого обзор по вертикали оставался практически неизменным по сравнению с двухрядной системой. Кроме того, один ряд избавлял экран от горизонтальной разделительной полосы, мешавшей восприятию панорамного изображения. Для новой системы на ЛОМО были разработаны кинопроекторы «ПКП-5» с первыми в СССР ксеноновыми лампами.
В таком виде «Круговая кинопанорама» существует до настоящего времени. Девятиканальный звук записывался на отдельную 35-мм магнитную ленту, воспроизводимую фильм-фонографом «ФФП-9». Кроме семи каналов, обеспечивающих объёмный звук в горизонтальной плоскости, первоначально существовали два канала для акустических систем, расположенных на полу и потолке зала «Кинопанорамы». Впоследствии от этих двух громкоговорителей отказались.
Синхронизация всех кинопроекторов и фонографа осуществляется питанием синхронных электродвигателей от общей сети переменного тока. Для плавного пуска, предотвращающего поломку механизмов, используется система «Ротасин», плавно изменяющая частоту питающего напряжения от 0 до 50 Герц вплоть до момента переключения на промышленную электросеть. Управление всеми аппаратами осуществляется автоматически с центрального пульта.

## Кинотеатры
На территории Выставки достижений народного хозяйства в Москве на базе павильона № 74 существует одноимённый кинотеатр, работающий по этой технологии. Кинотеатр построен в 1959 году за рекордно короткий срок — 3 месяца.
Кроме Москвы, кинотеатры, работающие по советской системе «Круговой кинопанорамы», были открыты в Праге, Токио и Лондоне (The Circarama Theatre). В них демонстрировались советские кругорамные фильмы, а также фильмы, снятые по той же технологии киносъёмочными аппаратами Arriflex. Это британский вариант «Круговой кинопанорамы», называвшийся «Циркларама» (англ. Circlarama) и использовавшийся до 1965 года. В настоящее время все зарубежные кинотеатры закрыты. Кинотеатр в Москве работает до сих пор с короткими перерывами на ремонты более 50 лет. В репертуаре кинотеатра — фильмы, снятые в основном в советские годы. Последние фильмы сняты в начале 1990-х.

## Совместимость
Изначально отечественная система была спроектирована для обеспечения совместимости с американской «Циркарамой», использовавшей 11 плёнок шириной 16-мм, хотя, по советским расчетам, для обеспечения высокого качества изображения достаточно 9 плёнок 35-мм. Однако впоследствии «Циркарама» была трансформирована в 35-мм киносистему Circle-Vision 360°, использовавшую 9 плёнок, и обмен стал невозможен.

## Вспомогательное оборудование
В 1959 году конструкторам филиала КБ Яковлева удалось разработать подвесное устройство для съёмок круговых кинопанорамных фильмов с вертолёта Як-24. Одновременно с этим была решена задача перевозки грузов, не переносящих вибрацию.

## Фильмы, снятые по системе «Круговой кинопанорамы»
Средняя продолжительность фильмов — 20 минут.
- «Дорога весны». Премьера — 16 июня 1959 года
  - Сценарий: В. Осьминин, В. Катанян, Л. Махнач.
  - Режиссёры: В. Катанян, Л. Махнач. Операторы: А. Семин, Игорь Бессарабов.
  - Режиссёры мультипликации: Л. Атаманов, А. Бабиченко, И. Иванов-Вано.

- «На венском фестивале». Премьера — 26 апреля 1960 года
  - Авторы-операторы: А. Семин, Игорь Бессарабов.
  - Автор текста: В. Захарченко.

- «На воде и под водой». Премьера — 28 августа 1961 года
  - Сценарий: А. Семин, Игорь Бессарабов, В. Склют.
  - Текст песен: Р. Рождественский. Композитор: М. Флярковский.
  - Фильм комментирует: народный артист СССР М. Жаров.

- «Здравствуй, столица!» Обзорный фильм о Москве. Премьера — 4 апреля 1966 года
  - Сценарий: С. Рунге, Игорь Бессарабов, А. Семин.
  - Режиссёр: А. Семин. Оператор: Игорь Бессарабов.
  - Текст читает: Зиновий Гердт.

- «Возьмите нас с собой, туристы!» Фильм-путешествие по Советскому Союзу. Премьера — 4 апреля 1966 года
  - Авторы сценария: Игорь Бессарабов, 3иновий Гердт, А. Левитан.
  - Режиссёр-постановщик Игорь Бессарабов. Оператор А. Левитан.

- «Лето в Чехословакии» Фильм-путешествие по Праге и Чехословакии. Премьера — 3 июня 1968 года

- «В дорогу, в дорогу». Фильм-путешествие по Советскому Союзу. Премьера — 12 мая 1969 года
  - Режиссёр: Игорь Бессарабов
  - Сценарий: Зиновий Гердт

- «Песня» Фильм, посвящённый 50-летию образования СССР. Премьера — 1 января 1973 года
  - Режиссёр: Игорь Бессарабов. Операторы: Игорь Бессарабов, Ю. Коровкин, А. Левитан.

- «Я хочу рассказать о ГДР» Фильм-путешествие по ГДР. Премьера — 29 апреля 1975 года
  - Режиссёр: Игорь Бессарабов.

- «Спорт удивительный и прекрасный» Фильм о различных видах спорта. Премьера — 10 июля 1978 года
  - Режиссёр: А. Левитан. Операторы: В. Горбатский, Р. Петросов, А. Левитан.
  - Автор текста: В. Викторов. Композитор: Е. Стихин.

- «Далекое — близкое» Фильм о древних городах СССР. Премьера — 30 июня 1980 года
  - Режиссёр: Е. Легат.

- «У дальних берегов» Фильм о городах Дальнего Востока. Премьера — 6 апреля 1983 года
  - Сценарий: О. Лебедев. Режиссёры: Е. Легат, О. Лебедев.
  - Операторы: О. Лебедев, А. Леонов.

- «Родники неисчерпаемые» Фильм о народах СССР. Премьера — 23 января 1984 года
  - Режиссёр: Е. Легат. Оператор: О. Лебедев.

- «Волга — русская река». Фильм — путешествие по Волге. Волжские города, природа, яхты, теплоходы. Премьера — 7 января 1985 года
  - Режиссёр: Евгений Легат
  - Оператор: О. Лебедев

- «И дум высокое стремленье». Фильм о Сибири: геология (минералы, полезные ископаемые), природные пейзажи, населённые пункты Байкало-Амурской магистрали, строительство БАМа. 1985 год
  - Режиссёр: Евгений Легат
  - Операторы: Евгений Легат, О. Лебедев

- «Сказание о Руси». Исторический фильм о древней истории России. 1987 год
  - Режиссёр: Евгений Легат

- «Любовь моя, Россия, боль моя». Фильм-размышление о судьбе России. 1991 год
  - Режиссёр: Евгений Легат

- «Это всё, что зовём мы Родиной». 1993 год
  - Режиссёр: Евгений Легат